# Formosa (ciruela)
Formosa es una variedad cultivar de ciruelo (Prunus salicina), de las denominadas ciruelas japonesas (aunque las ciruelas japonesas en realidad se originaron en China, fueron llevadas a los EE. UU. a través de Japón en el siglo XIX).
Una variedad que crio y desarrolló en 1920 Luther Burbank en Santa Rosa (California), siendo un híbrido del cruce de Prunus salicina x polen que incluye probablemente de quince a dieciocho variedades como parental padre. 
Fruta de tamaño grande a muy grande, siendo el color de su piel amarillo intenso con pruina ligera que se vuelve rojo claro en la madurez, y su pulpa de color amarillo pálido, firme, dulce, rica, sabor a albaricoque, bueno. Tolera las zonas de rusticidad según el departamento USDA, de nivel 4 a 10.

## Sinonimia
- "Formosa Plum",
- "Formosa Japanese Plum",
- "Formosa Burbank Plum".[5]

## Historia
'Formosa' variedad de ciruela, de las denominadas ciruelas japonesas con base de Prunus salicina, que fue desarrollada y cultivada por primera vez en el jardín del famoso horticultor Luther Burbank en Santa Rosa (California) quien afirma que es de origen mixto, mediante una hibridación de la flor de Prunus salicina como parental madre con polen que incluye probablemente de quince a dieciocho variedades como parental padre. Burbank realizaba investigaciones en su jardín personal y era considerado un artista del fitomejoramiento, que intentaba muchos cruces diferentes pero registraba poca información sobre cada experimento.
Las ciruelas 'Formosa' se desarrollaron en 1920 en Santa Rosa, una ciudad en el condado de Sonoma en el norte de California. Fueron introducidas en los circuitos comerciales en 1907, siendo particularmente notable por su importancia para la industria del transporte de frutas de California.
'Formosa' está descrita: 1. Fancher Creek Nur. Cat. 7. 1907-8. 2. Fancher Creek Nur. Cat., Burbank's Late Introductions, fig. 1909.

## Características
'Formosa'  árbol medio y vigoroso, siendo su fuerte crecimiento erguido una característica notable de la variedad, extendido, bastante productivo. Flor blanca, parcialmente autocompatible en su polinización, buenos polinizadores son 'Golden Japan', 'Friar', 'Santa Rosa' y 'Laroda', está considerada buena polinizadora para otras variedades, y puede tener una floración tardía según las condiciones climáticas, que tiene un tiempo de floración que comienza a partir del 18 de abril con el 10% de floración, para el 21 de abril tiene una floración completa (80%), y para el 8 de mayo tiene un 90% de caída de pétalos.
'Formosa' tiene una talla de fruto grande a muy grande, de forma elíptica redondeada o cordada (en corazón), más o menos apuntada, asimétrica, siendo la sutura variable, a veces rojiza destacando sobre el color de fondo, en los frutos más coloreados sólo se aprecia por estar en una zona estrecha libre de punteado, en depresión ligera, más acentuada en la cavidad peduncular y completamente superficial en el polo pistilar; Epidermis muy fuerte, poco pruinosa, sin pubescencia, siendo el color de la piel rojo fuego claro o carmín, no uniforme, en general dejando entrever el fondo amarillo verdoso o dorado,  punteado abundante sobre todo en zona pistilar, dejando casi libre la zona peduncular y ventral, muy menudo, generalmente sin aureola,
aisladamente algunos puntos con aureola más oscura que la chapa; Pedúnculo corto, insertado en una cavidad peduncular muy amplia, estrechándose bruscamente, formando embudo, muy profunda, suavemente rebajada en la sutura y nada en el lado opuesto; pulpa de color amarilla o amarillo crema, textura carnosa, semi blanda, jugosa, y sabor dulce aromático, refrescante, estupendo si se le quita la piel que es ácida.
Hueso muy adherente, medio o grande, elíptico redondeado, aplastado, zona ventral y surcos en general mal delimitados, caras laterales fina y abundantemente esculpidas, con surcos en la zona peduncular y otros surcos y orificios en sustitución de los surcos laterales y en el borde dorsal.
Su tiempo de recogida de cosecha se inicia en la tercera decena de junio, primera de julio.

## Usos
La fruta no solo es grande con pulpa jugosa, pegajosa y dulce, sino que también es perfecta para enlatar, comer fresca del árbol a la mesa, y si se desea cocinar con ellas, son excelentes para tartas y pasteles.